# Zalabér
Zalabér è un comune dell'Ungheria di 740 abitanti (dati 2001). È situato nella contea di Zala.